# Ernst Goldberg
Ernst Goldberg (* 17. April 1935 in Schönlinde, heute Krásná Lipa) ist ein deutscher Fotograf.

## Leben und Werk
Ernst Goldberg entstammt der Familie Goldberg. Sie wurde in der Folge des Zweiten Weltkriegs aus der Tschechoslowakei vertrieben und kam in die Sowjetische Besatzungszone. Goldberg absolvierte von 1949 bis 1951 eine Lehre als Chemielaborant und arbeitete dann in seinem Beruf. Bis 1975 studierte er an der Martin-Luther-Universität Halle Chemie mit dem Abschluss als Diplom-Chemiker. Er arbeitete dann freischaffend als Fotograf in Schkeuditz. Ab 1978 leitete er auch im VEB Maschinen- und Apparatebau Schkeuditz einen volkskünstlerischen Foto-Zirkel. Er gehörte zu den Künstlern, die in der autonomen Leipziger Galerie Eigen + Art ausstellten. Fotografien Goldbergs wurden in den alternativen Kunstzeitschriften Liane, Entwerter/Oder, Common sense und A drei publiziert.
Goldberg war ab 1982 Kandidat und von 1985 bis 1990 Mitglied des Verbands Bildender Künstler der DDR. 1983 erhielt er auf der Ausstellung Kunst und Sport einen Kunstpreis des DTSB.

## Museen und öffentliche Sammlungen mit Werken Goldbergs (unvollständig)
- Berlin: Berlinische Galerie
- Halle: Kunstmuseum Moritzburg
- Nürnberg: Germanisches Nationalmuseum[1]

## Ausstellungen (unvollständig)

### Einzelausstellungen
- 2014: Schkeuditz, Art Kapella („Fotografie – Ernst Goldberg“)[2]

### Teilnahme an Gruppenausstellungen
- 1983: Leipzig, Messehaus am Markt („Kunst und Sport“)
- 1985: Leipzig, Bezirkskunstausstellung
- 1987/1988: Dresden, X. Kunstausstellung der DDR
- 1988: Leipzig, Galerie Eigen+Art („Nach Beuys!“)
- 1990: Halle (Saale): Galerie Marktschlösschen („Das Schöne ist der Glanz des Wahren. Tendenzen in der DDR-Photographie der 80er Jahre“)
- 2001: Leipzig, Zeitgeschichtliches Forum Leipzig („Foto-Anschlag. Vier Generationen ostdeutscher Fotografen“)
- 2012: Berlin, Berlinische Galerie („Geschlossene Gesellschaft. Künstlerische Fotografie in der DDR 1949–1989“)